# ミルフィーカード
ミルフィーカード（Millefeui Card）は、日本の玩具メーカー・タカラトミーが2006年から発売している着せ替え遊び用の女児向けトレーディングカード。
「Millefeui」は菓子のミルフィーユ（mille-feuille）を基にした造語。

## 概要
2006年にテレビアニメ化された中原杏の漫画「きらりん☆レボリューション」のキャラクター商品として同年4月より発売され、合計12シリーズを発売するヒット商品となった。掲載誌『ちゃお』の付録や日本マクドナルドのハッピーセット、月島きらり starring 久住小春 (モーニング娘。)のシングル「バラライカ」「ハッピー☆彡」「チャンス!」の初回限定特典にも使用されている。
背景・人物・トップス・ボトムス・シューズ・アクセサリーの6種類で構成される半透明のカードを重ね合わせ、専用のスタンドに立てて着せ替え遊びを行う。カードの種類によっては左右2枚の背景を繋ぎ合わせるワイド仕様のものが存在したり、カードの組み合わせによって変化する左右のゲージでファッションセンスの点数を競う遊び方も出来るように工夫されている。この他「きらりん☆レボリューション」では、別売のミルフィーカードメーカーとシートを使用してオリジナルのカードを作成することが可能であった。

## 発売タイトル
- きらりん☆レボリューション きらりんミルフィーカード（2006年 - 2007年） - 全8シリーズ
  - きらりん☆レボリューション きらりんミルフィーカードSTAR（2007年 - 2008年） - 全4シリーズ
- 劇場版 どうぶつの森 ミルフィーカード（2006年） - おそと編/おうち編の2シリーズ
- プリティーリズム・オーロラドリーム プリズムミルフィーカード（2011年）
- プリパラ プリチケミルフィーコレクション（2014年）
- ミラクルちゅーんず! ミラクルミルフィーカード（2017年）